# Simone Moro
Simone Moro est un alpiniste italien, né le 27 octobre 1967 à Bergame en Lombardie.
Il est le premier et seul alpiniste à réussir les premières ascensions hivernales de quatre sommets de plus de 8 000 mètres : Shisha Pangma en 2005,, Makalu en 2009,, Gasherbrum II en 2011,, et Nanga Parbat en 2016,.
Moro est également pilote d'hélicoptère expérimenté. En 2013, Moro, aidé de deux autres sauveteurs, a effectué la plus haute opération de sauvetage par hélitreuillage, sur le Lhotse, à 7 800 mètres d'altitude,. Depuis le 12 novembre 2015, il détient aussi le record d'altitude pour le vol d'un hélicoptère à turbomoteur (6 705 mètres).

## Biographie
Né à Bergame (Italie), dans une famille de classe moyenne, il grandit dans le district de Valtesse en étant fortement encouragé par son père dans sa passion pour la haute-montagne. Son père était un alpiniste et un motard de haut niveau ce qui créa un environnement dynamique autour de lui. À 13 ans, il commence par gravir le Pizzo della Presolana
et d'autres massifs des Alpes Bergamasques tout en poursuivant ses études jusqu'à réussir son diplôme à l'université.
Simone Moro débute l'alpinisme dans la Chaîne des Grigne près de sa ville natale, et dans les Dolomites. Son père était sa principale source d'inspiration et de motivation, suivi par Alberto Cosonni et Bruno Tassi. À cette époque, il est surtout attiré par l'escalade, une activité qui ne le quittera jamais. En 1992, il prend part à sa première expédition à l'Everest. Un an plus tard, Moro gravit l'Aconcagua, réalisant la première ascension hivernale de ce sommet. Poursuivant sa carrière, il tente un grand nombre d'ascensions parmi lesquelles le Cerro Mirador et le Makalu en 1993; le Shisha Pangma et le Lhotse en 1994, le Kangchenjunga en 1995. En 1996 Moro escalade la face ouest du Fitz Roy (3 341 m en Patagonie) en 25 heures de la base au sommet de la paroi. La même année, il atteint le sommet Sud du Shisha Pangma (8 008 m) sans oxygène en 27 heures puis réalise une descente à ski à partir de 7 100 mètres. En 1997, il réussit l'ascension du Lhotse. Pendant l'hiver 1997, durant sa tentative de gravir la face Sud de l'Annapurna, ses compagnons de cordées Anatoli Boukreev et Dimitri Sobolev disparaissent dans une avalanche. Il retourne à l'Everest en 1998; puis réussit l'ascension de quatre sommets : le Pic Lénine (7 134 m), le Pic Korjenevskoï (7 105 m), le Pic Ismail Somoni (7 495 m, anciennement connu sous le nom de Pic du Communisme), le Pic Khan Tengri (7 010 m) avec le jeune guide kazakh Denis Urubko ; et réussit avec lui l'ascension de l'Everest en 2000 et la première hivernale du Marble Wall en 2001.
En 2002, il gravit trois sommets : le Mont Vinson, le Cho Oyu et l'Everest; puis également trois sommets  (Broad Peak, Elbrouz et Kilimanjaro) en 2003. Il ouvre une nouvelle voie sur le Baruntse et tente l'ascension du Shisha Pangma et de l'Annapurna en 2004. En 2005 il parvient au sommet du Batura Sar et du pic Batokshi. Il gravit le Broad Peak pendant les hivers 2006 et 2007. En 2005, il réussit la première hivernale du Shisha Pangma avec Piotr Morawski. En 2006, il réussit en solitaire la traversée Sud-Nord de l'Everest, descendant du sommet en 5 heures. En 2008 il complète, avec Hervé Barmasse, la première ascension du Beka Brakai Chnok (6 950 m dans le Karakoram) en style alpin et en 43 heures.
En janvier 2009, Simone Moro réussit sans oxygène la première ascension hivernale du Makalu en compagnie de Denis Urubko.
En février 2011 Moro réalise la première ascension hivernale du Gasherbrum II avec Denis Urubko et Cory Richards.
En avril 2013, Moro, accompagné d'Ueli Steck et Jonathan Griffith, a été impliqué dans une bagarre avec un groupe de Sherpas. Cet incident a eu un retentissement international,,,,.
En mars 2015, Moro et Lunger tentent le Manaslu. Ils n'atteindront pas le camp 1.
En février 2016 Moro achève la première ascension hivernale du Nanga Parbat avec Alex Txikon et Muhammad Ali Sadpara. Il avait déjà tenté trois fois en 2012, 2013 avec Urubko, 2014 avec Goettler.  
En avril 2017, Moro et Lunger tentent la traversée du Kangchenjunga ; sans succès.  
En février 2018, Simone Moro, accompagné par Tamara Lunger, explore les confins de la Sibérie, plus précisément la Yakoutie ou république de Sakha, une des régions les plus froides de la planète. Ils réalisent l'ascension du pic Pobeda, point culminant du massif de Chersky à 3 003 mètres d'altitude. Le Russe Oleg Sayfulin, grand connaisseur de la région, faisait également partie de l'expédition mais n'est pas allé au sommet. 
En janvier 2019, Moro et un sherpa, Pemba Gelje Sherpa, tentent le Manaslu une nouvelle fois en hiver, mais sont repoussés par la neige.
En janvier 2020, Moro accompagné de Lunger tente la traversée du Gasherbrum II et I en hiver. L'expédition tourne court avant le camp. Moro chute dans une crevasse, heureusement sans gravité.

## Ascensions de8 000 mètres
- 1997 - Lhotse
- 2002 - Cho Oyu[15]
- 2003 - Broad Peak[17]
- 2005 - Shisha Pangma, première ascension hivernale[2]
- 2009 - Makalu, première ascension hivernale[5]
- 2000[14], 2002[16], 2006[18], 2010[31] - Mont Everest
- 2011 - Gasherbrum II, [7] première ascension hivernale
- 2016 - Nanga Parbat, première ascension hivernale [8],[9]

## Publications
- Moro, Simone (2003). Cometa sull'Annapurna (en italien). Corbaccio.  (ISBN 9788879725903).
- Moro, Simone (2008). 8000 metri di vita (en italien). Grafica e Arte.  (ISBN 9788872012727).